# Wanderley
Wanderley – miasto i gmina w Brazylii, w stanie Bahia. Znajduje się w mezoregionie Extremo Oeste Baiano i mikroregionie Cotegipe.